# Image-Line
Image-Line es una compañía de software belga más conocida por su programa de estación de trabajo de audio digital FL Studio y plug-ins relacionados como Sytrus y Harmor. Image-Line se fundó en 1994. En 2007, Image-Line introdujo Deckadance, una aplicación de DJ virtual. La compañía también produjo EZGenerator, un editor de webs.

## Historia

### Inicios
Image-Line fue fundada por Jean-Marie Cannie y Frank Van Biesen, quién después de siete años creando un software en el sector financiero para Pavell Software, decidió en 1992 pasarse a los videojuegos. Su primer producto fue un videojuego para adultos de Tetris, el cual ofrecieron en discos flexibles en la sección de anuncio de Computer Magazine. Alrededor de este tiempo juegos de CD-ROM como El 7.º Huésped se estaban popularizando, inspirando a Van Biesen y Cannie para trabajar con Private, uno de los productores más grandes de videojuegos para adultos de la época.Private lanzó numerosos juegos de Image-Line en CD-ROM como Private Prison o Private Castle. La compañía oficialmente adoptó el nombre de Image-Line en 1994.
En la época en la que lanzaban los juegos para Private, IBM lanzó el concurso "Da Vinci", donde los primeros premios eran portátiles de colores. Image-Line, el cual en aquella época tenía poco dinero, ganó el concurso en la categoría multimedia después de rehacer uno de sus entornos de juego para cumplir los criterios del concurso.
Image-Line se interesó en Didier "Gol" Dambrin, el desarrollador que ganó el concurso Da Vinci. Contrataron al joven de 19 años para trabajar para ellos, y su primer juego para la compañía fue Private Investigator. El siguiente proyecto de Dambrin para Image-Line fue el juego Eat This, un Matamarcianos en el que había que matar alienígenas.
Otros desarrolladores de Image-Line crearon productos como el programa de invoice Fact2000 y E-Office Direct, precursor de su producto EZGenerator. Image-Line también encabezó los rankings de videojuegos belgas 4 años seguidos con su versión en CD del concurso belga Blokken.

### Software de audio
En 1997, Dambrin se interesó en aplicaciones de música como Hammerhead y Rebirth 338, y desarrolló un sencillo MIDI en un esfuerzo para fusionar los dos productos en un secuenciador. Bautizado FruityLoops 1.0, el programa no encajaba con el resto de productos de Image-Line. Aun así, la versión demo se lanzó en diciembre de 1997 y se hizo tan popular que el número de las descargas rápidamente abrumaron los servidores de Image-Line. Para reunir ingresos para mejorar sus servidores, Dambrin desarrolló un clon de EJay llamado FruityTracks. Image-Line se convirtió en el programa OEM para Mattel. El programa se lanzó como Pro-DJ en Francia y el Reino Unido, y Radio 538 Music Machine en los Países Bajos y Bélgica.
Image-Line siguió desarrollando FruityLoops desde una simple caja de ritmos a una compleja estación de trabajo de audio digital. FruityLoops fue rebautizado como FL Studio por propósitos de marca y para evitar una disputa de marca en los Estados Unidos con Kelloggs. Una multitud de plug-ins han sido desarrollados por Image-Line para trabajar con FL Studio, incluyendo sintetizadores como Sytrus y efectos de sonido como Maximus y Edison. En 2007 Image-Line sacó Deckadance, un programa de mezclas de DJ desarrollado por el programador Arguru. Deckadance trabaja como ambas un programa autónomo y como plugin de FL Studio.

### Otro software
Más allá de los productos de audio, Image-Line desarrolló y distribuyó EZGenerator, un programa de software para diseño y mantenimiento de sitios web. EZGenerator ha ganado múltiples premios desde su lanzamiento.

## Productos
| Software         | Lanzamiento     | Notas |
| ---------------- | --------------- | --- |
| FL Studio        | 1998-presente   | La estación de trabajo de audio digital insignia de Image-Line. La versión más reciente es FL Studio 20, lanzada el 22 de mayo de 2018.                                                                                             |
| FL Studio Mobile | 2011 – presente | Lanzado el 21 de junio de 2011, una versión de FL Studio para iOS y el 17 de abril de 2013 para Android |
| Deckadance       | 2007-2015       | Una consola de DJ y herramienta de mezcla, similar a Scratch LIVE y Traktor . La versión 2.43 es el lanzamiento más reciente de Image-Line. Deckadance se vendió a Stanton/Gibson en 2015. Su último lanzamiento es Deckadance 2.72 |
| EZGenerator      | 1998-2017       | Un programa de edición web basado en plantillas y una progresión natural de su anterior programa E-OfficeDirect, EZGenerator ha ganado numerosos premios de software. Ya no se vende.                                               |
| Fact2000         | 1997-2012       | Un programa de facturación y gestión de contactos. Ya no se vende. |
| FruityTracks     | 1999-2000       | Un programa de mezcla de pistas. Ya no se vende (se integró en FL Studio). |

| Videojuegos          | Lanzamiento | Notas |
| -------------------- | ----------- | --- |
| Porntris             | 1992        | Una versión erótica del popular juego Tetris . |
| Private Investigator | 1996        | Galardonado con el Mejor Juego Interactivo de 1996 en el AMEE Award Show en Las Vegas . |
| Eat This             | 1998        | Un juego de computadora de desplazamiento lateral "Matamarcianos" que consiste en matar extraterrestres con ametralladoras. Mientras que el lanzamiento original era en 2-D, la versión posterior tenía 30 minutos de video animado en 3D. |
| Blokken              | 1998-2001   | Un CD-ROM equivalente al concurso de preguntas belga lanzado en Bélgica . El juego encabezó las listas de juegos belgas 4 años seguidos, y fue lanzado en cuatro versiones. Ha vendido más de 50,000 copias.                               |

| Efectos virtuales    | Lanzamiento     | Notas |
| -------------------- | --------------- | --- |
| Gross Beat           | -               | Un efecto de manipulación de tiempo, tono y volumen. |
| Maximus              | -               | Maximus es un limitador y compresor de audio multibanda para masterizar proyectos o pistas. También sirve como puerta de ruido, expansor, ducker y DeEsser. |
| Hardcore             | -               | Un conjunto de complementos multiefectos diseñados para parecerse a los pedales de los guitarristas. |
| Juice Pack           | -               | Una colección de complementos patentados por Image-Line y portados al formato VST para su uso en otros hosts de música. El contenido de este paquete ha cambiado desde su lanzamiento; En el momento en que se escribe este artículo, incluye los plugins Delay, Delay Bank, EQUO, Flangus, LovePhilter, Multiband Compressor, Notebook, Parametric EQ, Parametric EQ 2, Spectroman, Stereo Enhancer, Vocoder, Wave Candy y Wave Shaper. |
| Edison               | 2007 – presente | Un editor de ondas en formato VST que también funciona como un programa independiente. |
| Pitcher              | -               | Un filtro de corrección de tono en tiempo real, similar al Autotune. |
| NewTone              | -               | Un efecto de corrección de tono de piano, similar a Melodyne. |
| Vocodex              | 2009 – presente | Un vocoder digital desarrollado por Didier Dambrin. |
| Fruity Stereo Shaper | 2009 – presente | Un procesador estéreo con un mezclador para canales izquierdo / derecho y sus equivalentes invertidos, y controles para retardo de canal y desplazamiento de fase. |

| Instrumentos virtuales | Lanzamiento     | Notas |
| ---------------------- | --------------- | --- |
| Sytrus                 | 2003 – presente | Un sintetizador híbrido, semi-modular que combina síntesis sustractiva, aditiva y FM. |
| DirectWave             | 2005 – presente | Un sampler de software que proporciona grabación de muestras, edición en formas de onda y efectos DSP.                                                                                           |
| SliceX                 | 2008 – presente | Una muestra de corte de ritmo para procesar y reorganizar bucles de batería grabados. |
| Harmless               | 2009 – presente | Sintetizador de aditivos simplificado con una cadena de señal única. |
| Harmor                 | 2011 – presente | Versión avanzada de Harmless junto con vistas en forma de onda, envolventes, LFO y mapeos de modulación de Sytrus.                                                                               |
| Toxic Biohazard        | -               | Un sintetizador virtual de FM similar a Sytrus. |
| Sawer                  | -               | Un sintetizador de modelado vintage; Sawer intenta emular viejos sintetizadores sustractivos de la época de la Unión Soviética .                                                                 |
| Morphine               | -               | Un sintetizador aditivo fácil de programar. |
| PoiZone                | -               | Un sintetizador sustractivo fácil de programar. |
| Ogun / Autogun         | 2009 – presente | Ogun es un sintetizador de aditivos avanzado especializado en crear timbres metálicos, mientras que Autogun es una versión gratuita de Ogun limitada a la generación de presets semi aleatorios. |
| Sakura                 | 2009 – presente | Un sintetizador de modelado físico diseñado para emular instrumentos de cuerda . |
| Drumaxx                | 2010-presente   | Sintetizador de percusión. |
| Groove Machine         | 2011 – presente | Secuenciador de pasos con la capacidad de automatizar todos los parámetros por paso. |
| Wasp / Wasp XT         | 2002-presente   | Un "amplio" sintetizador de emulación analógica, destinado a emular sintetizadores analógicos en general.                                                                                        |
| SimSynth Live          | 2002 – presente | Sintetizador de tres osciladores con filtro SVF inspirado en Oberheim . |
| DX10                   | 2002 – presente | Sintetizador FM que presenta un bajo uso de CPU. |
| DrumSynth Live         | 2007 – presente | Sintetizador de batería basado en dos generadores de ruido que funcionan a través de filtros de paso de banda. Versión VSTi del programa independiente de Maxim Digital Audio.                   |

### Otras referencias
- «FL Studio Features». LoopKing. Archivado desde el original el 27 de julio de 2011. Consultado el 19 de junio de 2011.